# Kilmezi járás

A Kilmezi járás a Kirovi területen

A Kilmezi járás (oroszul Кильмезский район, tatár nyelven Көлмез районы, mari nyelven Кӱльмӱж кундем) Oroszország egyik járása a Kirovi területen. Székhelye Kilmez.

## Népesség
- 1989-ben 18 370 lakosa volt.
- 2002-ben 16 132 lakosa volt, melynek 71,8%-a orosz, 15,3%-a tatár, 8,2%-a mari, 2,2%-a udmurt.
- 2010-ben 13 086 lakosa volt, melyből 8 574 orosz, 1 869 tatár, 1 590 mari, 843 udmurt.